# Јанис Бурусис
Јанис Бурусис (грч. Γιάννης Μπουρούσης; Кардица, 17. новембар 1983) је бивши грчки кошаркаш. Играо је на позицији центра.

## Клупска каријера
Бурусис је каријеру започео као професионални пливач, међутим након што је нагло порастао окренуо се кошарци. Кошаркашку каријеру започео је 2001. у дресу АЕК-а из Атине. Године 2006. одлази из Грчке и потписује за шпанског прволигаша Барселону. Исте године враћа се назад у Грчку и потписује за Олимпијакос. Иако је постојало много спекулација да ће одбити да продужи уговор са Олимпијакосом и отићи у НБА тим Сан Антонио спарсе, Бурусис је 2009. са Олимпијакосом потписао нови трогодишњи уговор вредан 4.800.000 евра. Након истека уговора напустио је после пет година Олимпијакос. 
У јулу 2011. потписао је двогодишњи уговор са Олимпијом из Милана. Након две сезоне у Италији у јуну 2013. појачава Реал Мадрид. Са Реалом проводи наредне две сезоне у којима осваја по једну Евролигу и АЦБ лигу и по два шпанска Купа и Суперкупа. У септембру 2015. постао је играч Саски Басконије. Након сезоне у Виторији, Бурусис се вратио у Грчку, али овај пут у Панатинаикос са којим је 12. јула 2016. године потписао двогодишњи уговор. Са Панатинаикосом је у сезони 2016/17. освојио оба домаћа трофеја. Од 2017. до 2019. је играо у Кини за Џеђанг лајонсе. У сезони 2019/20. је наступао за Гран Канарију. У сезони 2020/21. је наступао за Перистери. У јулу 2021. објавио да завршава играчку каријеру.

## Репрезентација
Био је дугогодишњи члан кошаркашке репрезентације Грчке. Са Грчком је на Европском првенству у Србији и Црној Гори  2005. освојио златну медаљу, а био је и члан репрезентације која је на Европском првенству у Шпанији 2007. завршила међу четири најбоље екипе. На Европском првенству у Пољској 2009. освојио је бронзану медаљу.

## Успеси

### Клупски
- АЕК:
  - Првенство Грчке (1): 2001/02.

- Олимпијакос:
  - Куп Грчке (2): 2010, 2011.

- Реал Мадрид:
  - Евролига (1): 2014/15.
  - Првенство Шпаније (1): 2014/15.
  - Куп Шпаније (2): 2014, 2015.
  - Суперкуп Шпаније (2): 2013, 2014.

- Панатинаикос:
  - Првенство Грчке (1): 2016/17.
  - Куп Грчке (1): 2017.

### Појединачни
- Идеални тим Евролиге - прва постава (2): 2008/09, 2015/16.
- Најкориснији играч Првенства Шпаније (1): 2015/16.

### Репрезентативни
- Европско првенство до 20 година:  2002.
- Европско првенство:  2005.
- Европско првенство:  2009.